# Forças armadas do México
As Forças Armadas do México (em espanhol: Fuerzas Armadas de México) são as forças militares dos Estados Unidos Mexicanos, constituídas de três ramos distintos: Exército, Marinha e Força Aérea. Estão sob o comando em chefe do Presidente da República, que as coordena através da Secretaria de Defesa Nacional (Exército e Força Aérea) e da Secretaria da Marinha (Armada).
Compartilham entre si a missão de defender a integridade, independência e soberania da Nação mexicana; além de zelar pela segurança interna, auxiliar e proteger a população e realizar obras de caráter social visando o desenvolvimento do país. À Marinha, mais especificamente, cabe ainda a missão de proteger o território marítimo e os cidadãos mexicanos em alto-mar. Atualmente, estão concentradas em combater o narcotráfico no interior do país, tendo, portanto, apoio logístico de outras nações no que diz respeito às demais operações.